# Geert Keilstrup
Geert Gunnar Keilstrup (født 25. april 1934 i Gentofte) er tidligere en dansk atlet. Han var medlem af Københavns IF.
Geert Keilstrup var den første danske atlet nogensinde som kom til USA på scholarship.
Han vandt 1000 meter for ynglinge ved Malmö Spelen i Sverige, i 1953, hvor der deltog et stort hold amerikanske universitetsmestre under ledelse af cheftræner Don Canham. Sejren medførte at han fik tilbudt et firårigt stipendium på Michigan State University i Ann Arbor, Washtenaw, startende 1. september 1954 til sommeren 1958. Ved NCAAs atletikmesterskaber i 1956 blev han nummer tre på 3000 meter forhindring.
Efter overstået værnepligt fik Geert Keilstrup i 1960 ansættelse som disponent hos Plastica A/S og i 1963 begyndte han som eksportdisponent hos CO-RO A/S, hvorfra han købte produktion af koncentrat til saft og startede Pantom A/S med en fabrik i Rødovre samme år. I juli 2003 overtog hans to svigersønner, Ole Fredsted Jacobsen og Per Ole Ødemark direktionen i Pantom A/S.
Geert Keilstrup var søn af Johannes Keilstrup.

## Danske mesterskaber
- Sølv 1956 3000 meter forhindring 9,33,8
- Bronze 1954 1500 meter 3,59,4

## Personlige rekord
- 400 meter: 52,8 1956
- 800 meter: 1,59,4 1953
- 1500 meter: 3,57,6 1954
- 3000 meter: 8,44,6 1954
- 5000 meter: 15,43,6 1956
- 400 meter hæk: 57,4 1956
- 3000 meter forhindring: 9,25,8 1956